# Sportpark De Linie
Sportpark De Linie is een sportaccommodatie in de Noord-Hollandse plaats Den Helder. Het is gelegen aan de noordkant van woonwijk Nieuw-Den Helder net buiten de stadslinie. Het terrein is omringd door een groensingel en water.
Het sportpark wordt als thuisbasis gebruikt door Cricket Club Den Helder, hockeyclub HSC Hermes en Rugby Club Den Helder. Op het terrein bevinden zich een hockeyveld, een 80-meter achtbaans tartanpiste met verspringbak, een rugbyveld, een voetbalveld en een veld met cricketpitch. De hockeyclub bezit een eigen clubhuis. De rugbyclub gebruikt een clubhuis van de gemeente dat ook wordt gebruikt door SV Sportlust. Kynologenclub West-Friesland Kring Den Helder maakt ook gebruikt van het sportpark.
In 1990 bestond de grasmat voornamelijk uit voetbalvelden. Er waren basketbalvelden op het terrein te vinden en het schoolvoetbaltoernooi werd er gehouden. SAVO heeft in het verleden ook gebruik gemaakt van het sportpark. Op het terrein staat verder nog een clubhuis die tot in de jaren 2010-2019 in gebruik was door scoutingclub Jutters Rainiero en ook eigendom is van die club.
Gedurende enkele decennia in de tweede helft van de 20e eeuw was er op het terrein een verkeerstuin te vinden. Het cricketveld werd in 2012 geopend en tot 2017/2018 gebruikt door MSV Zeemacht. Er zijn plannen om op een in onbruik geraakt deel van het sportpark een herdenkingsbos aan te leggen.